# Castelo de Campo Maior
O Castelo de Campo Maior, no Alentejo, localiza-se na freguesia de São João Baptista, na vila e município de Campo Maior, distrito de Portalegre, em Portugal.
Erguido no alto do outeiro de Santa Vitória para defesa da raia alentejana, do alto de suas torres se divisam as vizinhas Badajoz e Elvas. Atualmente o monumento integra a Praça-forte de Campo Maior, sendo esta depois da de Elvas, a mais importante fortificação do Distrito.
O Castelo de Campo Maior está classificado como Monumento Nacional desde 1911.

## História

### Antecedentes
A primitiva ocupação humana do seu sítio perde-se na pré-história. Acredita-se que foi habitada sucessivamente por povos Celtas, Romanos e Muçulmanos, para ser reconquistada por forças cristãs do reino de Leão no século XIII, após 1230. O primeiro foral de Campo Maior data de 1260, outorgado pelo Bispo de Badajoz.

### O castelo medieval
A vila foi conquistada por forças portuguesas entre 1295 e 1296. Só seria, entretanto, incorporada definitivamente aos domínios de D. Dinis (1279-1325) em virtude do Tratado de Alcanises (1297). Para incrementar o seu povoamento e assegurar-lhe a defesa, o soberano concedeu-lhe Carta de Foral e determinou a reconstrução do seu castelo (1310).
Diante do crescimento da povoação e da sua importância estratégica sobre a raia alentejana, D. João II (1481-1495) ampliou-lhe as defesas, fazendo erguer uma nova cerca envolvente que inscrevia toda a vila dentro das muralhas. Esses trabalhos prosseguiam sob o reinado de D. Manuel I (1495-1521), quando foi figurada por Duarte de Armas no seu Livro das Fortalezas (c. 1509).

### Da Guerra da Restauração aos nossos dias
Nos séculos XVII e XVIII, diante da modernização dos meios ofensivos, a defesa da vila foi remodelada com a introdução de linhas abaluartadas e construção de novas instalações militares, transformando a povoação medieval em uma Praça-forte.
O conjunto medieval foi severamente danificado em 16 de Setembro de 1732. Por volta das três horas da madrugada, durante uma violenta tempestade, registou-se a queda de um raio sobre a torre grande do castelo, utilizada como paiol de pólvora. O paiol estocava, naquele momento, seis mil arrobas de pólvora e cinco mil munições. À violenta explosão seguiu-se um vasto incêndio, que além das vítimas fatais, consumiu mais da metade das habitações da vila, arrasando não só o castelo como a cerca medieval.
No século XX o castelo foi classificado como Monumento Nacional por Decreto publicado em 18 de Março de 1911. Na primeira metade da década de 1940 a Direcção-Geral dos Edifícios e Monumentos Nacionais (DGEMN) iniciou obras de consolidação e restauro do conjunto, caracterizadas por trabalhos de reconstrução. Uma segunda etapa de obras foi iniciada na segunda metade da década de 1960, estendendo-se até ao início da década de 1970, marcada por intervenções nas muralhas do castelo e na Capela de Nossa Senhora dos Aflitos. Uma terceira etapa teve lugar na década de 1980, passando o monumento para a afetação do Instituto Português do Património Arquitectónico (IPPAR) a partir de 1996.
No início de 2010 registou-se o desmoronamento parcial do monumento devido ao mau tempo ocorrido na região.

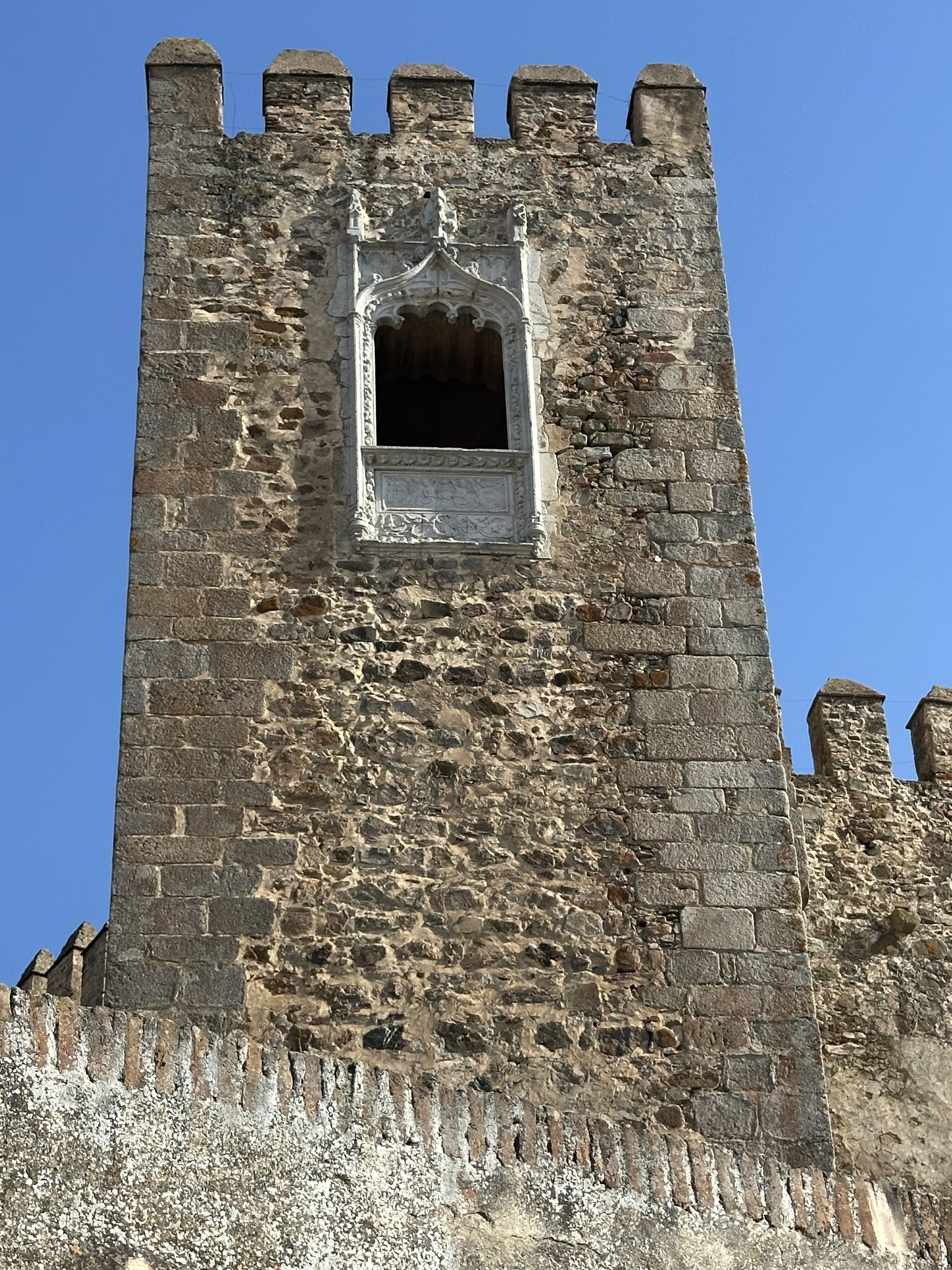
Janela renascentista do castelo de Campo Maior

Em 2021 foram inauguradas as obras de requalificação da fortificação abaluartada, projeto que contou com um investimento na ordem dos cinco milhões de euros.

## Características
Erguido na cota de 299 metros acima do nível do mar, o castelo e a cerca medievais estão orientados para o território espanhol. As muralhas do castelo, ameadas, foram confeccionadas em alvenaria de pedra em fiadas, argamassas com cal, identificando-se alguns jorramentos e cunhais de silharia. O seu topo é percorrido em toda a volta por um adarve e eram reforçadas, originalmente, por seis torres de planta retangular, também ameadas, das quais restam hoje, apenas duas. Tanto as ameias das muralhas, quanto as das torres, apresentam terminação tronco-piramidal com arredondamento no topo. As torres apresentam, em seu interior, sala com teto abobadado ao nível do adarve; a torre a Norte ostenta uma janela em estilo renascentista.
A cerca da vila, a sul, apresenta planta no formato trapezoidal, reforçada com sete torreões: seis de planta retangular e uma octogonal, a nordeste, defendendo o portão de entrada. As muralhas apresentam-se rebaixadas, assim como as torres, permitindo o tiro à barbeta das canhoneiras. Apenas uma das torres, a sudoeste, junto a uma das portas falsas, apresenta ameias; no setor sudeste, destaca-se a Capela do(a) Senhor(a) dos Aflitos.